# Università di Lucca
L'Università di Lucca, detta anche Università lucchese o, dopo l'incorporazione del Granducato di Toscana nel Regno di Sardegna, Regia Università di Lucca, è stato un ateneo attivo a Lucca dal 1787 al 1867.

## Storia

### Origini medievali
Prima che fossero aperte le prime università, nell'alto medioevo, la trasmissione delle conoscenze al livello più alto avveniva presso i grandi monasteri e le scuole scrittorie delle cattedrali. A Lucca, che a quell'epoca fu capitale prima di un ducato longobardo e poi della Marca di Tuscia, esistette certamente una scuola scrittoria ove si potevano studiare le lettere, la teologia, la legge e forse anche la medicina. Da questa antica scuola scrittoria deriva il fatto che gli arcivescovi di Lucca conferivano lauree. Per il XV secolo, ad esempio, nei documenti della Cancelleria Arcivescovile si trovano i nomi di oltre 130 persone addottoratesi a Lucca per concessione della suprema autorità ecclesiastica. Tale usanza, come vedremo, perdurò, anche se solo a livello cerimoniale, fino alla metà del XIX secolo. Il 6 giugno 1369 l'imperatore Carlo IV concesse allo stato lucchese l'istituzione di uno Studium Generale. Il 13 settembre 1387 tale concessione venne anche dal Papa Urbano VI. Un solo tentativo fu fatto per creare lo studium durante il XIV secolo, per la precisione nel 1376, ovvero quando si aveva solo la sanzione imperiale. Tale tentativo si esaurì senza risultati per motivi che i documenti conosciuti non ci permettono di appurare.
Alla metà del secolo XV il Gonfaloniere Giovanni Gigli si adoperò perché il Consiglio Generale della Repubblica di Lucca stanziasse i fondi necessari all'apertura dell'università. La proposta del Gigli riscosse un'ampia maggioranza. Il 31 ottobre 1455 fu così incaricata una commissione di sei saggi che avrebbe dovuto fare tutto il necessario per inaugurare i corsi entro un anno e mezzo. All'erigendo Studium vennero destinati quattromila fiorini. Anche in questo caso l'Università non fu aperta.
Si può comunque parlare di origini medievali dell'ateneo lucchese per due motivi. Principalmente perché, utilizzando le sanzioni imperiale e papale, pur non dando vita ad uno studio completo, lo stato lucchese volle istituire per la durata di quattro secoli alcune cattedre superiori stipendiando dei professori. Il secondo motivo è poi da individuarsi nel fatto che, nel XVIII secolo, il governo della Repubblica, nell'erigere lo studium, si riferì proprio ai documenti imperiale (1369) e papale (1387) per legittimare la nuova istituzione.
In letteratura troviamo solo il nome di due professori operanti in epoca medievale. Essi sono Raffaele da Lucca, lettore di Filosofia, Logica e Retorica dal 1376 e Lando da Colle, lettore di Medicina dal 1389; .
Gli storici locali si sono spesso chiesti quali fossero i veri motivi che affossarono la possibilità di aprire l'Università nei secoli XV e XVI, quando l'ambiente culturale lucchese era molto vivace e l'economia ancora fiorente. I vari autori hanno nel tempo fornito molteplici risposte. Torselli, Del Prete e Barsanti individuano il principale problema nel voler evitare, da parte dei vari governi, pericoli per la quiete interna dello stato, in un periodo in cui esso era dilaniato da varie problematiche, dalle congiure dei Poggi, di Pietro Fatinelli e di Francesco Burlamacchi al dilagare delle idee religiose riformate nelle classi dirigenti. Gli stessi studiosi appuntano anche l'attenzione sul fatto che, fin dal secolo XIV, quando la libertà fu pagata all'imperatore Carlo IV centomila fiorini, si impegnasse gran parte delle risorse del tesoro per difendere l'indipendenza della Repubblica. Il Tommasi (1847) parla invece della “solita ripugnanza allo spendere”, che caratterizzava i governi della Repubblica, individuando in questo il motivo della mancata apertura di una “istituzione sì santa, posta tanto tempo in non cale dalla incuria e grettezza de' padri”.
In tempi recenti si è fatto osservare come non fosse poi tanto raro, fino al XVIII secolo, il tenere le maggiori istituzioni universitarie fuori dalle città capitali; a titolo di esempio basti qui far osservare come il Ducato di Milano avesse la sua maggiore università in Pavia, la Repubblica di Venezia l'avesse a Padova, mentre il Granducato di Toscana l'avesse in Pisa. In sostanza, la libera circolazione di idee che contraddistingueva le università era vista come possibile fonte di instabilità politica e si preferiva decentrare l'importante funzione dell'insegnamento in centri minori. La Repubblica di Lucca, in età moderna ormai ridotta in un territorio ristretto e privo di città diverse dalla capitale preferì, per quattro secoli, rinunciare allo Studium.

### XVI secolo
In questo secolo di grandissima vivacità culturale ed economica per la Repubblica di Lucca, pur in assenza di uno studio generale, va segnalata l'attività di insegnamento in città di alcune delle figure principali della cultura italiana dell'epoca. Tali personaggi, in varie città, italiane ed estere, occuparono a più ripresa cattedre superiori. Sulle cattedre pubbliche delle scuole lucchesi insegnarono Antonio Bendinelli, Aonio Paleario e Gherardo Sergiusti. Oltre a queste pubbliche cattedre, che pur non inserite in una università completa erano istituzioni dello stato, va segnalata la scuola teologica del convento di San Frediano, diretta da Pietro Martire Vermigli ove insegnarono Paolo Lazise (cattedra di latino), Celso Martinengo (cattedra di greco) e Emanuele Tremellio (cattedra di ebraico). A questo panorama va aggiunta la presenza in città di Celio Secondo Curione che fu precettore in una casa privata. Tutto il vivace ambiente culturale che caratterizzò la prima metà del secolo fu spazzato via dalle accuse di eresia, che indussero la gran parte dei maestri sopra nominati a fuggire fuori d'Italia. D'altro canto la città di Lucca, che ospitò anche Ortensio Lando e dette i natali a Andrea Della Rena (detto Ammonio), si configurò come un centro estremamente legato al pensiero di Erasmo da Rotterdam. Tra gli allievi delle cattedre lucchesi, in particolare del Bendinelli e del Paleario, si segnala Pietro Simone Simoni, fondatore del Collegio Medico della città e successivamente esule a Ginevra perché accusato di eresia dove insegnò filosofia nella locale università (Accademia di Ginevra); indi il Simoni passò ad insegnare a Parigi, Heidelberg ed infine all'Università di Lipsia. Nell'ultima parte della sua vita riprese la professione medica a Praga e in Polonia.

### XVII secolo
Nel XVII secolo le notizie sulle cattedre pubbliche sono più scarse e sarebbero necessari ulteriori studi sui documenti. In quel periodo si affermò in città anche la scuola tenuta dai Chierici Regolari della Madre di Dio presso il convento di S. Maria Corteorlandini. Tra i professori di questa scuola ricordiamo il teologo Costantino Roncaglia (che tenne la cattedra fino al 1720) e il grecista Francesco Franchi, tra gli studenti Ippolito Marracci, Ludovico Marracci, e Bartolomeo Beverini. In seguito Ludovico Marracci vi divenne docente. Questo grande studioso tradusse il Corano in latino e passò, nel 1656, ad insegnare dalla cattedra di lingua araba alla Sapienza di Roma. Lo storico e poeta B. Beverini invece divenne lettore di retorica presso le scuole dello stesso convento di S. Maria Corteorlandini a partire dal 1653; in seguito, nel 1666, il Senato della Repubblica di Lucca lo nominò pubblico lettore di Eloquenza e questo vale a dimostrare come le cattedre pubbliche ricevessero ancora cure ed attenzioni da parte del governo. A testimonianza di come il XVII secolo meriterebbe studi più approfonditi vi sono alcuni altri dati frammentari. In quel secolo fu infatti istituito in città un primo Orto Botanico destinato alla coltivazione delle piante medicinali. Anche per creare quest'Orto si ideo una soluzione originale, diversa da quella attuata nei centri universitari, dove le istituzioni botaniche dipendevano dall'ateneo. A Lucca il governo dette in uso gratuito a due botanici, Tomaso e Gregorio Fulcheri, una casa ed un terreno siti in via della Caserma, a patto che essi si impegnassero a coltivarvi le specie vegetali di maggiore utilità farmaceutica. Presso l'ospedale di San Luca vi era poi un'attività di ricerca in campo anatomico, come testimoniato dal ritrovamento, in scavi condotti nell'antica cappella ospedaliera al principio del XXI secolo, di alcuni crani umani sezionati a scopo sperimentale. D'altro canto si sa che a Lucca fu attivo il medico Francesco Maria Fiorentini, già laureatosi a Pisa e corrispondente di Francesco Redi, Marcello Malpighi, C. Auber e del Munser. Il Fiorentini invitò a Lucca lo Stenone e compilò un'opera anatomica ritenuta di grande importanza per la conoscenza dei vasi linfatici. Questo grande medico pubblicò infatti uno studio sulla materia lattescente prodotta nella regione mammaria ed ascellare nei cadaveri; fece anche parte dell'Offizio sopra le Scuole, suprema magistratura della Repubblica preposta alla pubblica istruzione e gli furono offerte cattedre alla Sapienza di Roma e all'Università di Parma. Oltre agli studi certamente fatti sui cadaveri dal Fiorentini, sappiamo anche che i Conservatori di Sanità, nel 1641 autorizzarono il Dottor Giacinto Corvetti da Tereglio ad aprire i cadaveri. Tale autorizzazione fu ribadita, nel 1664, a favore di Giuliano Corvetti, figlio di Giacinto, e dei dottori Ariani e Marcucci; i cadaveri venivano prelevati dalle carceri del Sasso e sezionati presso l'ospedale di San Luca. Proprio con Giuliano Corvetti viene inaugurata, presso lo stesso ospedale di Sal Luca, la cattedra di anatomia (1692). Conosciamo anche i nomi di due allievi del Corvetti, Francesco Brezzi e Agostino Guidotti. Alla fine del XVII secolo sappiamo dunque per certo che, pur in assenza di uno studio completo, il governo lucchese manteneva, a spese del pubblico erario, professori che occupavano cattedre superiori. Tali erano certamente le cattedre di materie filosofiche, teologiche e letterarie già citate per il XVI secolo ed anche questa cattedra di anatomia. Per chiudere il quadro su un periodo troppo poco conosciuto va poi ricordato che le leggi statali imponevano ad alcune matricole e collegi professionali (antenati degli attuali ordini professionali) di impartire pubbliche lezioni, tenute dagli iscritti, destinate ai praticanti, agli aspiranti, ma anche, cosa assai interessante, a chiunque volesse parteciparvi. Anche in quest'ultimo caso si tratta del tentativo, in alcuni casi riuscito, di ottenere un'alta qualità delle figure professionali che si andavano a formare in uno stato privo di un completo istituto superiore di studi.

### Sovvenzioni a favore degli studenti all'estero e Collego Sinibaldo
Prima di passare ad esaminare il secolo XVIII è interessante osservare come, fino all'inizio del secolo XIX, fosse pratica diffusissima per i lucchesi andar a studiare in varie università d'Europa, da Lovanio a Bologna a Perugia. Questi soggiorni di studio venivano consentiti anche ai meno facoltosi grazie a una serie di lasciti, donazioni e ad una stabile struttura, il Collegio Sinibaldo (o Sinibaldi) di Bologna. Già nel 1571 Marcantonio Bartolini da Perugia, uditore della Rota di Lucca, per lascito testamentario, istituì un Collegio nella sua città, nel quale due posti erano riservati a studenti provenienti dallo stato di Lucca. Dopo il 1605, utilizzando il lascito di Agostino Sinibaldi, il governo dette vita ad un collegio nella città di Bologna. Questa importante istituzione era riservata solo ai lucchesi, i quali erano ospitati in apposita sede, e qui ricevevano le lezioni da parte dei professori dell'ateneo. In sostanza si trattava di un istituto, dotato di un proprio rettore, di una biblioteca e riservato a dieci studenti. Presso l'Università di Bologna si andava poi a sostenere gli esami. Il Collegio ebbe gloriosa vita per circa due secoli, visto che l'ultimo studente vi fu ammesso nel 1803. Dal 1648 il legato Santini stabiliva una pensione mensile di dieci scudi per andare a studiare in qualsiasi ateneo, mentre nel 1666 Paolo Lipparelli, ingegnere dell'Offizio delle Fortificazioni, legò un'ingente somma all'istruzione dei lucchesi nelle università estere. Nei primi anni del secolo XIX furono poi stabilite delle borse di studio a spese dello stato, abolite solo quando in città furono aperti i corsi di tutte le facoltà.

### XVIII secolo
Questo secolo, che si concluderà con l'apertura dell'Università, vede ancora la presenza in città di una serie di cattedre che, pur non essendo organizzate in uno studium, erano ormai istituzionalizzate e riconosciute con chiarezza come “cattedre superiori”. Queste cattedre universitarie senza università sono state poco studiate dagli storici e non si conoscono i nomi di tutti i docenti che le occuparono. Vi è però da dire che, relativamente alla medicina, i nomi di alcuni professori sono conosciuti e si tratta di personalità di alto livello che, prima di approdare all'insegnamento nello stato di Lucca, avevano maturato significative esperienze di lavoro all'estero. Come abbiamo visto in precedenza, presso l'ospedale di San Luca esisteva un'attività di ricerca anatomica nel secolo XVII e alla fine di questo fu qui istituzionalizzata una scuola che vedeva la presenza medici, retribuiti dallo stato, i quali erano tenuti ad insegnare anche la chirurgia;. Gli allievi di questa scuola, la cui attività era disciplinata da un regolamento, dopo un periodo presso l'ospedale lucchese, andavano a continuare gli studi in altre sedi ove si addottoravano per tornare poi in patria dopo un periodo più o meno lungo di specializzazione. Si ricordano tra i professori di chirurgia e anatomia del XVIII secolo, Pietro Paoli (verso il 1730), Gregorio Marcucci (dal 1756) e Domenico Moscheni (dal 1784). Il Paoli fu famoso litotomista. Il Moscheni, prima di venire ad insegnare a Lucca, aveva studiato a Bologna, Montpellier, Pavia, Modena e Pisa. Il Marcucci era stato allievo della scuola chirurgica di Parigi ed introdusse in Lucca fondamentali innovazioni. Nel corso del secolo fu anche istituita la cattedra di ostetricia; relativamente a quest'ultima sappiamo che verso il 1775 il Professore titolare era Paolino Barsotti, mentre c'era nell'ospedale anche un lettore, incarico ricoperto dal Dott. Lorenzo Nicoletti. Tra gli allievi della Scuola di San Luca si ricordano Giuseppe Benvenuti (1723 - 1810), poi Medico di Camera del duca Ferdinando I di Parma, Antonio Cappuri (1770 - 1828), autore di molte pubblicazioni e poi professore nella università di Lucca, dove occupò varie cattedre (Anatomia e Fisiologia, Chirurgia Elementare, Malattie degli Occhi e Medicina Forense).
Tra il 1770 e il 1780 esistevano in Lucca le seguenti cattedre superiori()
1. Logica e Filosofia (titolare l'Abate Giovan Francesco Giusti)
2. Etica (titolare l'Abate Luigi Andrea Farnocchia)
3. Chirurgia e Anatomia (titolare Gregorio Marcucci, aiuto Lorenzo Nicoletti)
4. Ostetricia (titolare Paolino Barsotti, lettore Lorenzo Nicoletti)
5. Istituzioni Canoniche (titolare non conosciuto)
6. Ius Canonico (titolare non conosciuto)
A quel punto i tempi per la nascita di una completa università erano ormai maturi. Ancora nel corso del 700, per la precisione nel 1737, fu fondata a Lucca una accademia statale di pittura che quindi risulta essere una delle più antiche d'Italia e d'Europa.
Prima di descrivere l'inizio dell'attività dello Studio lucchese ricordiamo alcune figure legate alla scuola del monastero di S. Maria Corteorlandini, ancora feconda fino alla fine del secolo; anzitutto Alessandro Pompeo Berti, allievo del Roncaglia e del Franchi a partire dal 1704, indi insegnante di retorica a Napoli nella scuola della stessa congregazione dei Chierici Regolari, poi a Vasto e dal 1732 a Lucca. Il Berti, amico di T. M. Alfano, P. M. Doria, G. Vico e C. Grimaldi, si vide offrire una cattedra universitaria a Torino, che però si risolse a rifiutare e, dopo il 1739, quando si trovava a Roma, divenne membro dell'Accademia storica e teologica della Sapienza. Un altro importante personaggio della Congregazione fu il grande illuminista ed ecclesiastico Giovan Domenico Mansi, corrispondente del Metastasio e del Muratori, Arcivescovo di Lucca dal 1764 al 1769. Il Mansi, formatosi nel collegio di Napoli, fece poi ritorno in patria dove si dedico agli studi storici ed all'insegnamento della teologia (nel 1720 successe nella scuola di S. Maria a Costantino Roncaglia) fondando, presso il monastero nel 1753, l'Accademia per gli studi di storia ecclesiastica e liturgica, poi conosciuta come Accademia Ecclesiastica. Tra le moltissime opere del Mansi, vero innovatore della storia ecclesiastica in Italia, va ricordata la monumentale pubblicazione dei documenti relativi ai concili delle chiese cristiane. Il Mansi collaborò anche alle note della edizione lucchese dell'Encyclopédie ed anche se, dopo l'uscita dei primi due volumi nel 1758, il papa Clemente XIII gli proibì di continuare il lavoro egli annotò in modo anonimo altri tre volumi scrivendo, nell'introduzione del quinto di essi, un elogio a Montesquieu (l'Encyclopédie fu poi messa all'indice dal Sant'Uffizio).
La Repubblica di Lucca, nel XVIII secolo, come le altre repubbliche italiane di Genova e Venezia, visse una involuzione sul piano economico, che vide le proprie aziende, quasi tutte in mano al patriziato, progressivamente ritirarsi dai mercati internazionali, anche nei settori che erano stati punti di forza quali il tessile e il bancario. D'altro canto continuavano un lento sviluppo industrie più moderne, alcune delle quali, come quella cartaria, erano destinate ad un grande futuro.	In politica l'oligarchia dominante non rimase avulsa dal fenomeno di rinnovamento che, nei regimi monarchici, dette luogo al dispotismo illuminato. In un quadro di conservazione dell'esistente vennero attuate moderate riforme, come quella sulla manomorta del 1764. Queste riforme erano prodotte da un rinnovato clima culturale. Lucca, nel XVIII secolo, divenne un importante centro editoriale e l'opera di maggior spessore qui pubblicata, dal 1758 al 1776, fu la prima edizione fuori dalla Francia ed in italiano dell'Encyclopédie. Personaggi importanti come Giovanni Attilio Arnolfini, Ottaviano Diodati, Sebastiano Paoli, Giacomo Sardini, Giovan Domenico Mansi, Giovan Francesco Giusti e Giovanni Stefano Conti, solo per citare i più importanti, riuscirono a illuminare la scena lucchese, tenendosi in continuo contatto con personalità di grande spessore e con realtà europee aperte ed aggiornate. In questo clima il Consiglio Generale della Repubblica, il 6 marzo del 1778, approvò un progetto per la creazione dell'Università(). In seguito ci si risolse a chiedere alla Santa Sede l'utilizzo della sede e delle rendite del soppresso monastero dei canonici lateranensi di San Frediano, cosa che fu approvata dal papa Pio VI con due successive bolle nel 1780 e 1781. Inizialmente nel grandioso edificio dell'ex monastero di San Frediano (oggi noto come Real Collegio) furono poste le sedi di insegnamento delle cattedre superiori già esistenti, ad esclusione di quelle mediche che rimasero presso l'ospedale di San Luca. L'Università, che inizialmente fu denominata Pio Istituto di San Frediano, fu posta sotto la giurisdizione di una apposita Deputazione sopra gli Studi composta da tre laici e quattro ecclesiastici. Nel 1790 il governo stabilì comunque in modo ufficiale che l'Università era una istituzione laica e non religiosa. Nel 1794, nella sede universitaria, si tenevano pubbliche dimostrazioni con macchine di laboratorio appena acquistate. Queste macchine costituirono primo il nucleo della collezione ancora esistente(). Purtroppo la crescita ed il consolidamento del nuovo ateneo furono lente se non travagliate nell'ultimo decennio del XVIII secolo. Su questo influirono i fatti internazionali, in particolare le guerre che, dopo il 1792, videro gli stati europei coalizzati contro la Francia rivoluzionaria. L'Austria infatti, in virtù del fatto che gli Asburgo erano anche riconosciuti formalmente come sovrani del Sacro Romano Impero, richiedeva alla Repubblica di Lucca notevoli sovvenzioni in danaro per sostenere la guerra. La sovranità della Repubblica infatti discendeva dall'antico statuto di città libera dell'Impero. Lo svuotarsi delle casse pubbliche impedì gli investimenti che l'Università avrebbe richiesto. in ogni caso vi fu un progressivo incremento delle cattedre che, nel 1795, erano quindici, articolate su tre facoltà (di legge, di medicina e chirurgia e fisico matematica). Nel 1799 la Repubblica fu invasa ed occupata dalle truppe francesi che imposero la trasformazione dello stato aristocratico. Dal 1799 al 1805 Lucca sarebbe stata una repubblica democratica di stampo giacobino.

### Prima metà del XIX secolo
Nel periodo delle prime repubbliche democratiche (1799 - 1805) l'università continuò uno sviluppo molto lento, anche se la facoltà medica vedeva una crescita più significativa delle altre essendo ormai formata dalle cattedre di anatomia, istituzioni mediche, istituzioni chirurgiche, ostetricia e medicina pratica. Nel 1802 un decreto del quarto governo democratico tracciò le linee per la riforma degli studi superiori e l'incarico di dirigere l'Università fu conferito a Cesare Lucchesini(). Nel 1808 vennero emessi due decreti di riordino della scuola medico chirurgica cui furono aggiunte le cattedre di fisiologia, patologia ed igiene e di chimica farmaceutica( e). Durante l'ultimo periodo del principato la facoltà medica ottenne da Elisa Bonaparte l'autorizzazione a fondare un orto botanico sperimentale, ma i rovesci di Napoleone in Russia e a Lipsia portarono all'occupazione dello stato di Lucca da parte delle truppe britanniche, che lasciarono poi il campo a quelle austriache e la decisione della spodestata sovrana non ebbe effetti pratici. Il Congresso di Vienna stabilì la nascita del Ducato di Lucca, che fu assegnato a Maria Luisa di Borbone infanta di Spagna. Questa sovrana promosse una organica riforma dell'università. Il decreto di riforma fu emesso il 3 luglio 1819 (). L'istituto ebbe tre facoltà (fisico matematica, medico chirurgica e legale). La sede principale fu spostata dal Palazzo oggi chiamato "Real Collegio" al vicino palazzo Lucchesini ove ebbero sede anche la scuola di anatomia (dotata di teatro anatomico) e i laboratori di chimica, farmacologia e fisica. L'istituto fu dotato di un osservatorio astronomico (Specola di Lucca) che sorse nel parco della Villa Reale di Marlia e di un orto botanico di due ettari di superficie ricavato nella porzione sud orientale della città. Presso l'orto, ove era un'aula didattica decentrata, si formarono progressivamente una autonoma biblioteca e un Museo botanico. L'ospedale di San Luca era sede delle cliniche mediche e qui gli studenti degli ultimi anni di medicina e chirurgia dovevano far pratica. Va poi aggiunto che i Borbone, presso il Palazzo Ducale, avevano una bella collezione di scienze naturali e la ricca biblioteca Palatina, strutture che furono messe a disposizione degli studenti. Anche la biblioteca pubblica (oggi biblioteca statale di Lucca), che rimase nel Real Collegio, era a disposizione degli studenti, mentre l'Accademia lucchese di scienze lettere ed arti, di origini cinquecentesche, trovò sede nel Palazzo Lucchesini in alcune stanze messe a disposizione proprio dall'università. Le riforme borboniche, che in materia di cultura, insegnamento e scienze si possono dire ispirate alla migliore tradizione del dispotismo illuminato, fecero in pochi anni di Lucca una delle città dotate delle migliori infrastrutture culturali in Italia; va infatti considerato che, oltre all'Università, esisteva dal XVIII secolo un'accademia di pittura e che, nel 1842 sarebbe stato aperto un Istituto Musicale. La riforma del 1819 cambiò il nome dell'Università in quello di Real Liceo, poi comunemente definito Liceo Universitario. Questa denominazione avrebbe successivamente tratto in inganno molti storici inducendoli a credere che il Real Liceo fosse un comune istituto secondario. Inizialmente le cattedre furono diciassette, ma in tempi brevi il loro numero crebbe fino ad assestarsi intorno a trenta. L'ammissione all'università avveniva dopo aver sostenuto con successo un esame su quattro materie (filosofia, geometria, retorica ed aritmetica). L'anno accademico iniziava il 12 novembre e terminava nel mese di giugno. La struttura dei corsi era tale da poter conseguire titoli già con due anni di studio. Infatti, superando gli esami del secondo anno, si conseguiva il baccelliere o baccellierato. Questo non era un titolo onorifico, infatti chi aveva terminato il biennio poteva andare a svolgere professioni quali l'agrimensore, il perito agrario (per chi era iscritto alla facoltà fisico matematica), l'ostetrica, il farmacista (per chi era iscritto alla facoltà medico chirurgica). Dopo tre anni si conseguiva la Licenza che, nella facoltà legale, abilitava alle professioni di notaio e curiale.
Questo il quadro riassuntivo delle facoltà, dei corsi e delle abilitazioni professionali che si potevano conseguire a Lucca in epoca borbonica:
1. Facoltà Medico Chirurgica
Nella facoltà esistevano una scuola per levatrici e una scuola di farmacia.
dopo quattro anni di corso si conseguiva la laurea in chirurgia, dopo cinque anni quella in medicina 
2. Facoltà Legale
Nella facoltà si conseguiva il baccellierato dopo due anni di studio. Il Baccellierato dava diritto a presentarsi all'esame di abilitazione alle professioni di Curiale e Notaio. 
Dopo cinque anni si poteva conseguire la laurea in legge
3. Facoltà Fisico Matematica
Nella facoltà esisteva una scuola per periti agrari. Dopo due anni si conseguiva il baccellierato che dava il diritto di sostenere gli esami per l'abilitazione alla professione di agrimensore. 
Dopo cinque anni di corso si poteva ottenere la laurea in fisica e matematica. I laureati potevano sostenere gli esami per l'abilitazione alla professione di ingegnere.

### Seconda metà del XIX secolo
Lo sviluppo della scuola universitaria lucchese ebbe un arresto a partire dal 1848. Quanto avvenne in quegli anni avrebbe segnato per un secolo e mezzo la vita culturale della città e comportò lo smantellamento di gran parte del sistema formativo superiore esistente nello stato di Lucca. 
Nell'ottobre del 1847 il duca Carlo Lodovico di Borbone abdicò e cedette il Ducato di Lucca al Granducato di Toscana. L'annessione avvenne immediatamente, attraverso la nomina di una reggenza provvisoria. Il sistema formativo del Granducato, fin dal tempo dei Medici era caratterizzato dall'esistenza di una sola completa università che aveva sede nella città di Pisa. In realtà, fin dalla seconda metà del XVI secolo, con l'annessione allo stato regionale della Repubblica di Siena, vi erano state continue pressioni perché proprio nella città di Siena potesse permanere uno studio generale. DI fatto, nel XIX secolo, l'unica vera grande università era in Pisa, anche se a Siena esisteva un ateneo di minori dimensioni, mentre anche nell'Arcispedale di Santa Maria Nuova in Firenze si trovavano cattedre e corsi superiori. Visto l'assetto generale delle università toscane si comprese subito a Lucca come sarebbe stato difficile il poter mantenere un completo studio superiore. In ogni caso, visto che tra la fine del 1847 e l'inizio dell'anno successivo, il Granducato visse un periodo di sconvolgimenti politici, l'ateneo di Lucca continuò ad operare, pur vivendo sotto una vera e propria spada di Damocle, infatti, nel novembre del 1847, il governo di Firenze aveva decretato che a Lucca non si ammettessero nuove matricole, pur potendo continuare i corsi regolari tutti gli studenti iscritti. Questo provvedimento fu preso in vista di un futuro riordino generale degli studi.
Nell'autunno del 1849 fu approvato dal governo il provvedimento di riforma che segnò un grave ridimensionamento per l'istruzione superiore a Lucca. L'Università fu infatti declassata a ad un liceo, mentre l'Istituto Musicale divenne una semplice sede staccata di quello di Firenze; solo l'Accademia di Belle Arti fu confermata. In verità, nel Liceo di Lucca, come del resto avveniva anche in quello di Firenze, rimasero le cattedre del primo anno di tutte le facoltà universitarie, una scuola di Legge e Notariato e un completo Corso di Farmacia. Vista la presenza di queste cattedre, la gran parte dei laboratori e delle collezioni scientifiche rimase in Lucca e solo una piccola parte di esse fu trasferita all'Università di Pisa.
Il Liceo di Lucca manteneva quindi un carattere ibrido. Vediamo il quadro completo degli insegnamenti superiori presenti a Lucca dal 1849 al 1867:
1. Facoltà di Teologia e Giurisprudenza
Cattedre di Filosofia Razionale, Fisica, Eloquenza Latina ed Italiana
2. Facoltà di Filosofia e Filologia
Cattedre di Filosofia Razionale, Fisica, Lingua Greca
3. Facoltà di Medicina e Chirurgia
Cattedre di Filosofia Morale, Fisica, Chimica, Anatomia Umana
4. Facoltà di Scienze Fisico - Matematiche 
Cattedre di Filosofia Morale, Fisica, Geometria, Algebra e Trigonometria
5. Facoltà di Matematiche Applicate
Cattedre di Filosofia Morale, Fisica, Algebra Superiore e Geometria Analitica 
6. Facoltà di Scienze Naturali
Cattedre di Filosofia Morale, Geometria, Trigonometria, Algebra, Fisica
7. Scuola di Farmacia (della durata di tre anni) 
Insegnamenti del primo anno - Fisica, Elementi di Storia Naturale, Botanica, Materia Medica, Chimica Generale
Insegnamenti del secondo anno - Botanica, Materia Medica, Chimica Generale, Elementi di Storia Naturale, Erborizzazione e ricognizione delle piante
Insegnamenti del terzo anno - Farmacologia, Esercizi Pratici
8. Scuola Di Notariato e per gli Impieghi Minori di Giudicatura (della durata di due anni)
Per gli studenti di Notariato gli insegnamenti di Filosofia Morale, Istituzioni Civili e Diritto Patrio, Istituzioni Commerciali
Per gli studenti degli Impieghi Minori gli insegnamenti di Filosofia Morale, Istituzioni Civili e Diritto Patrio, Istituzioni Commerciali, Istituzioni Criminali